# Mrowisko (ciasto)

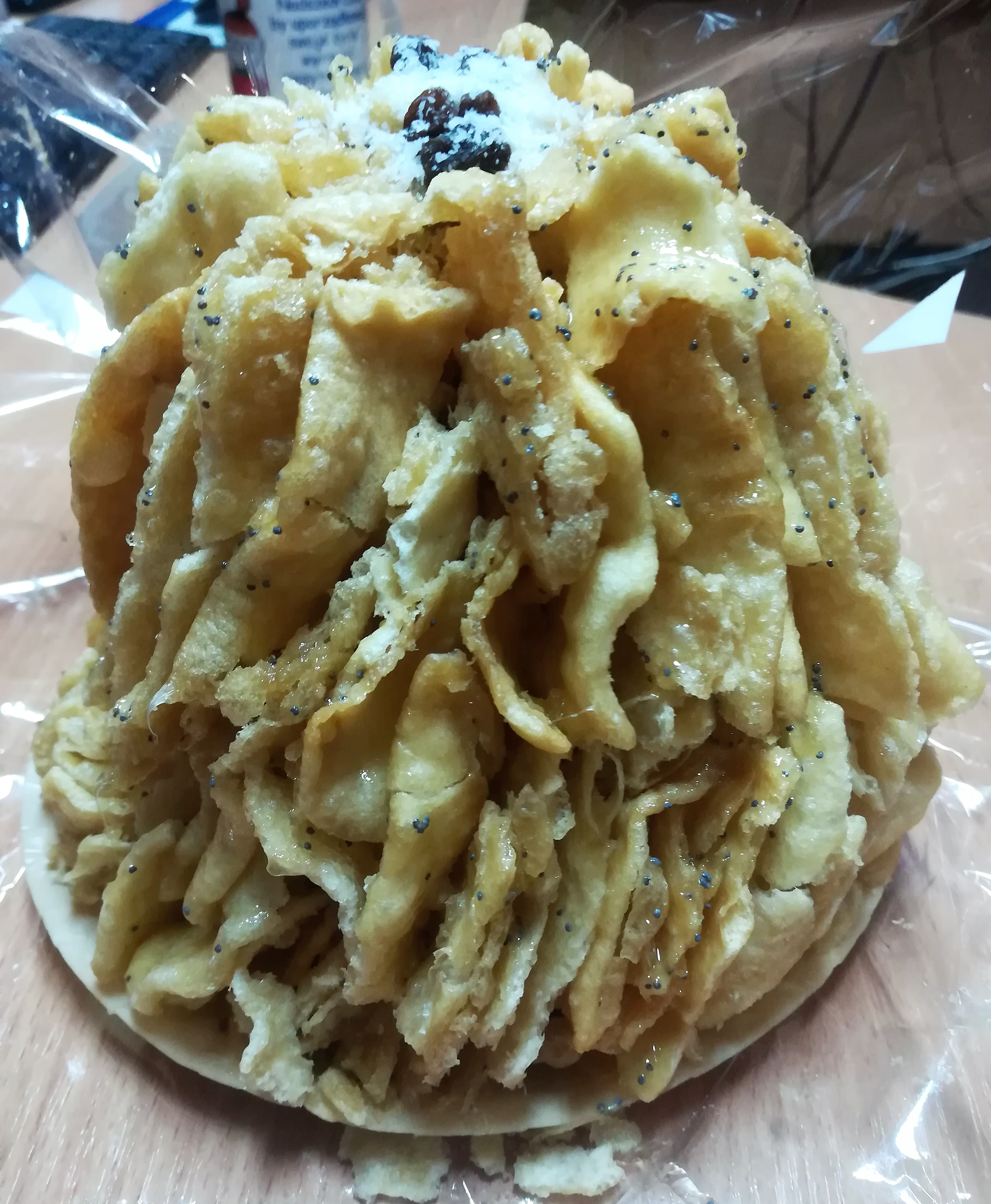
Mrowisko

Mrowisko (lit. Skruzdėlynas, pol. także kopiec lub choineczka) – słodkie ciasto przypominające kopiec lub choinkę; charakterystyczne dla kuchni litewskiej, a także kuchni polskiej w województwie podlaskim. Preferowana nazwa na Sejneńszczyźnie to mrowisko, ponieważ ciasto posypane jest makiem i rodzynkami, przypominającymi mrówki.
Mrowisko przygotowuje się z ciasta zbijanego: usmażone faworki o nieregularnych kształtach układa się w kopiec, polewa miodem i posypuje orzechami, makiem oraz rodzynkami. 
Ciasto początkowo jadano na dworach szlacheckich i biskupich, ale z czasem trafiło także do kuchni popularnej, jednak tylko na większe uroczystości rodzinne: wesela, chrzciny i stypy. W drugiej połowie XX wieku ciasto bardzo rozpowszechniło się w okolicy Sejn, jednak jego forma i sposób serwowania uległ pewnej transformacji, m.in. ciasto jest obecnie mniej słodkie i w tej formie zostało wpisane w 2006 na listę produktów regionalnych Ministerstwa Rolnictwa i Rozwoju Wsi.